# Fernando Cámara (Tonmeister)
Fernando Cámara (* 7. Juni 1951 in Mexiko-Stadt) ist ein mexikanischer Tonmeister.

## Leben
Cámara studierte zunächst an der Universität von Puerto Rico und machte seinen Abschluss an der London Film School. Er begann seine Karriere beim Film Ende der 1970er Jahre, sein Filmdebüt war die mexikanische Komödie María de mi corazón von Jaime Humberto Hermosillo. 1984 arbeitete er als Tonassistent bei John Hustons mexikanisch-US-amerikanischen Koproduktion Unter dem Vulkan, dieser folgten weitere solche Koproduktionen, darunter die Komödie Liebling, ich habe die Kinder geschrumpft und der Science-Fiction-Film The Arrival – Die Ankunft. Ab Mitte der 1990er Jahre war er auch an reinen Hollywoodproduktionen beteiligt, wie William Shakespeares Romeo + Julia und Master & Commander – Bis ans Ende der Welt. 2007 war er für Apocalypto gemeinsam mit Kevin O’Connell und Greg P. Russell für den Oscar in der Kategorie Bester Ton nominiert.
In der Folge wandte sich Cámara wieder dem heimischen Filmgeschäft zu, und arbeitet regelmäßig an mexikanischen Filmproduktionen. Für sein dortiges Wirken war er zwischen 1997 und 2013 vier Mal für den Premio Ariel nominiert, gewinnen konnte er die Auszeichnung 2012 für Días de gracia.

## Filmografie (Auswahl)
- 1979: María de mi corazón
- 1984: Unter dem Vulkan (Under the Volcano)
- 1989: Liebling, ich habe die Kinder geschrumpft (Honey, I Shrunk the Kids)
- 1993: Cronos
- 1993: Schatten der Leidenschaft (The Wrong Man)
- 1996: The Arrival – Die Ankunft (The Arrival)
- 1996: William Shakespeares Romeo + Julia (William Shakespeare's Romeo + Juliet)
- 1997: McHale’s Navy
- 2003: Master & Commander – Bis ans Ende der Welt (Master and Commander: The Far Side of the World)
- 2005: Die Legende des Zorro (The Legend of Zorro)
- 2006: Apocalypto
- 2007: Die Liebe in den Zeiten der Cholera (Love in the Time of Cholera)

## Auszeichnungen (Auswahl)
- 2007: Oscar-Nominierung in der Kategorie Bester Ton für Apocalypto